# 헬싱보리시

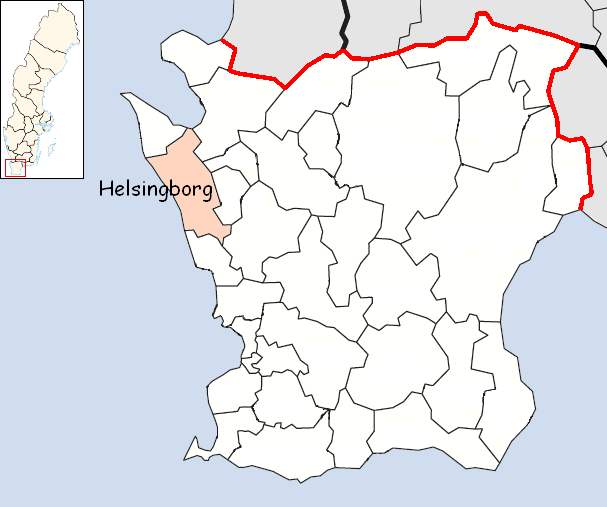
헬싱보리 시의 위치

헬싱보리시(스웨덴어: Helsingborgs kommun)는 스웨덴 스코네주에 위치한 지방 자치체로 행정 중심지는 헬싱보리이며 면적은 423.97km2, 인구는 140,547명(2016년 12월 31일 기준), 인구 밀도는 330명/km2이다.

시 문장

## 같이 보기
- 스웨덴의 지방 자치체